# Ipomoea nil
Ipomoea nil es una especie de planta de la familia Convolvulaceae. Es una planta trepadora con flores moradas comúnmente conocida como campanilla o campanilla morada.